# Kurmukhchay
Kurmukhchay (azerbajdzjanska: Kürmükçay) är ett vattendrag i Azerbajdzjan.   Det ligger i distriktet Qax Rayonu, i den nordvästra delen av landet, 280 km väster om huvudstaden Baku.
Omgivningarna runt Kurmukhchay är en mosaik av jordbruksmark och naturlig växtlighet. Runt Kurmukhchay är det ganska glesbefolkat, med 35 invånare per kvadratkilometer.